# Lafoeina tenuis
Lafoeina tenuis är en nässeldjursart som beskrevs av Sars 1874. Lafoeina tenuis ingår i släktet Lafoeina och familjen Campanulinidae. Arten är reproducerande i Sverige. Inga underarter finns listade i Catalogue of Life.